# Selfkomplexitás
A selfkomplexitás egy fogalom, mely egy személy önmagáról való észlelt tudására vonatkozik, amely azon különböző kognitív struktúrákon, vagy énösszetevőkön alapszik, amiről a személy úgy gondolja, hogy rendelkezik vele.
Mivel az emberek sokféle helyzetben és szerepben látják önmagukat, az önismeret sokféle szerep, cselekvés és kapcsolat köré szerveződik. Az emberek különböznek egymástól a self komplexitásában (én-összetettség), vagyis a self elemeinek számában és sokféleségében. Azokat az embereket, akiknek csak kevés, viszonylag hasonló selfrészük van, alacsony selfkomplexitással rendelkezőknek, míg a sok, egymástól független selfrésszel bíró embereket magas selfkomplexitásúaknak nevezzük.

## A selfkomplexitás-modell
A selfkomplexitás fogalma Patricia Linville, amerikai pszichológushoz köthető. Linville egy modellt is kidolgozott, amely szerint egy személy selfrészei akkor aktiválódnak, ha a személy a selfrész szempontjából releváns szituációba kerül. Ha például valaki egy olyan helyzetbe kerül, amely számára jól alakul, a helyzet során aktiválódott selfrészekhez pozitív érzések fognak társulni. Ez természetesen fordítva, negatív élmények esetén is igaz. 
Továbbá minél hasonlóbb két selfrész, annál valószínűbb, hogy az egyikhez kötődő gondolatok vagy érzések a hozzá hasonlóakhoz is asszociálódnak. Ennek következtében a selfkomplexitás-modell azt is előrevetíti, hogy a komplexebb énnel rendelkező személyek, akik több különböző selfrésszel rendelkeznek, kevésbé lesznek sebezhetőek az önbecsülésüket illetően. Ez azért van, mivel a magas selfkomplexitással rendelkezők könnyebben különbséget tudnak tenni selfrészeik között és így egy negatív esemény csak néhány selfrészükre van hatással (ez persze pozitív események során is így van). 
Például, ha egy személy magára, mint feleségre, gondoskodó anyára, ügyvédre, háziasszonyra, futóra és sakkozóra is gondol, hiába veszít el a bíróságon egy ügyet, az a selfjének csak egy kis részére lesz negatív hatással. Ezzel szemben egy alacsony selfkomplexitású személyt, aki csak férfiként, sportosként és testépítőbajnokként gondol magára, sokkal nagyobb sokként érhet egy testépítő versenyen elért rossz helyezés.